# Carmen Fraga Estévez

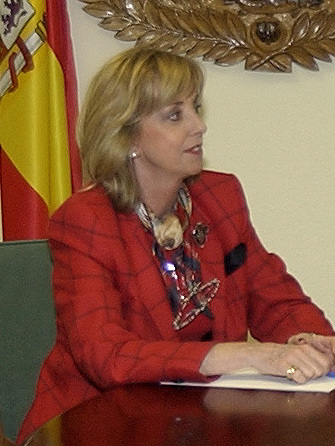
Carmen Fraga Estévez, 2003

Carmen Fraga Estévez (* 19. Oktober 1948 in León) ist eine spanische Politikerin der konservativen PP und Mitglied des Europäischen Parlaments. 
Carmen Fraga ist die Tochter von Manuel Fraga Iribarne, der während der Franco-Diktatur Minister war und später Mitbegründer sowie Ehrenpräsident der PP wurde. Sie studierte Geografie, worin sie 1970 mit Auszeichnung ihren Abschluss machte. Ab diesem Jahr arbeitete sie im spanischen Infrastrukturministerium. Von 1980 bis 1985 studierte sie Rechtswissenschaften, nach dem spanischen EU-Beitritt 1986 arbeitete sie bis 1994 als Parlamentsassistentin für die Fraktion der Europäischen Volkspartei im Europäischen Parlament.
Bei der Europawahl 1994 wurde Fraga selbst ins Europäische Parlament gewählt, wo sie erste Vizepräsidentin der EVP-Fraktion wurde. Von 1997 bis 1999 war sie Vorsitzende des Ausschusses für Fischerei.
2002 bis 2004 gab sie ihren Sitz im Europaparlament auf, um Generalsekretärin für Hochseefischerei im spanischen Landwirtschaftsministerium in der Regierung Aznar zu werden. Nach dem Regierungswechsel in Spanien Anfang 2004 trat sie jedoch bei der Europawahl 2004 wiederum an und wurde erneut ins Parlament gewählt, dem sie seitdem angehört. Sie ist Mitglied im EVP-Fraktionsvorstand und war 2004–09 Mitglied im Ausschuss für Landwirtschaft und ländliche Entwicklung sowie im Ausschuss für Fischerei. Nach der Europawahl 2009 wurde sie wie schon 1997–99 Vorsitzende des Fischereiausschusses; im Landwirtschaftsausschuss ist sie dagegen nur noch stellvertretendes Mitglied.